# Immotthia atrograna
Immotthia atrograna är en svampart som först beskrevs av Cooke & Ellis, och fick sitt nu gällande namn av M.E. Barr 1993. Enligt Catalogue of Life ingår Immotthia atrograna i släktet Immotthia, ordningen Pleosporales, klassen Dothideomycetes, divisionen sporsäcksvampar och riket svampar, men enligt Dyntaxa är tillhörigheten istället släktet Immotthia, familjen Teichosporaceae, ordningen Pleosporales, klassen Dothideomycetes, divisionen sporsäcksvampar och riket svampar. Arten är reproducerande i Sverige. Inga underarter finns listade i Catalogue of Life.